# Jean-Charles François
Jean-Charles François, född 4 maj 1717, död 22 mars 1769, var en fransk kopparstickare.
François experimenterade tidigt med crayontekniken och framträdde från 1757 med en rad arbeten, som fick stor betydelse för det nya manerets genombrott.